# Bill Sandifer
(en) Statistiques sur pro-football-reference
William Patrick Sandifer dit Bill Sandifer (né le 5 janvier 1952 à Quantico) est un joueur américain de football américain.

## Carrière

### Université
Sandifer joue avec les Bruins lors de sa carrière universitaire.

### Professionnel
Bill Sandifer est sélectionné au premier tour du draft de la NFL de 1974 par les 49ers de San Francisco au dixième choix. Bill est peu utilisé lors de sa première saison avant d'être nommé titulaire comme defensive tackle en 1975 mais il ne garde cette place qu'une saison avant de retourner parmi les remplaçants.
En 1977, il signe avec les Seahawks de Seattle où il ne joue qu'un seul match l'année de sa signature avant d'être defensive tackle titulaire en 1978. Néanmoins, il n'est pas gardé par les Seahawks à la fin de la saison.